# Bota d'Or 2009-2010
La bota d'or 2009-2010 és el reconeixement futbolístic que s'atorga al major golejador d'Europa, tenint en compte els gols marcats al respectiu campionat de lliga, atorgant a cada gol un valor, depenent de cada campionat.

## Classificació Temporada 2009/2010[1][2]
| Pos | Campionat         | Nom               | Equip        | Gol | C-UEFA | Pts  |
| --- | ----------------- | ----------------- | ------------ | --- | ------ | ---- |
| 1   | La Liga           | Lionel Messi      | FC Barcelona | 34  | x2     | 68   |
| 2   | FA Premier League | Didier Drogba     | Chelsea FC   | 29  | x2     | 58   |
| 2   | Calcio            | Antonio Di Natale | Udinese      | 29  | x2     | 58   |
| 4   | La Liga           | Gonzalo Higuaín   | Reial Madrid | 27  | x2     | 54   |
| 5   | Eredivisie        | Luis Suárez       | Ajax         | 35  | x1,5   | 52,5 |